# IC 4298
IC 4298 — компактная вытянутая спиральная галактика типа Sbс в созвездии Гидра. Прямое восхождение — 13 час 36 минут и 34.7 секунды. Склонение -26° 33' 15". Видимые размеры — 1,50' × 0,7'. Видимая звёздная величина — 13,4. Поверхностная яркость — 13,3 mag/arcmin2. Этот объект входит в число перечисленных в оригинальной редакции нового общего каталога.